# Dasyatis sinensis
Espèce
Statut de conservation UICN

 DD  : Données insuffisantes
Dasyatis sinensis est une espèce de raie.